# Franciscus van Sterbeeck

Franciscus van Sterbeeck, Öl auf Leinwand von Nicolaas Stramot II

Franciscus van Sterbeeck, auch Frans van Sterbeeck (* 1630 in Antwerpen; † 1693 ebenda), war ein flämischer Geistlicher, Botaniker und Mykologe. Sein offizielles botanisches Autorenkürzel lautet „Van Sterbeeck“.

## Leben
Sterbeeck wurde 1655 ordiniert und wirkte anschließend acht Jahre lang als Priester in Antwerpen. Er hatte Kontakt zu bedeutenden Botanikern seiner Zeit, unter anderem zu John Ray, der ihn 1663 in Antwerpen besuchte. 1672 machte ihn Adriaan David, ein Amateurbotaniker, auf den Clusius-Codex aufmerksam, den er eifrig studierte und der ihm als Grundlage für das Theatrum fungorum diente, das 1675 bei Josef Jakobs in Antwerpen erschien.
Dieses Werk ist nach dem von Clusius (1601) das erste große Buch, das ausschließlich den Pilzen gewidmet ist. Von den 135 abgebildeten Hymenomyceten stammen etwa 77 von Clusius, 14 weitere von anderen zeitgenössischen Botanikern.

## Ehrungen
Nach Sterbeeck ist Sterbeeckia benannt, eine mykologische Fachzeitschrift, die von der Koninklijke Antwerpse Mycologische Kring, einer belgischen pilzkundlichen Vereinigung, herausgegeben wird.

## Werke
- Theatrum fungorum. 1675.
- Citricultura oft regeringhe der uythemsche Boomen te weten Oranien, Citroenen, Limoenen, Granaten, Laurieren en andere. 1682.